# Antonia Baehr
Antonia Baehr (geboren 1970 in Berlin) ist eine deutsche Choreografin, Performance- und Medienkünstlerin und Filmemacherin. Sie lebt in Berlin.

## Leben und Künstlerische Laufbahn
Antonia Baehrs Eltern sind Bildende Künstler, beide im Bereich der Malerei tätig: Bettina von Arnim und Ulrich Baehr. Sie ist eine Nachfahrin der Dichterin Bettina von Arnim. Bis 1996 studierte Baehr Film und Medienkunst an der Hochschule der Künste, der heutigen Universität der Künste Berlin, u. a. bei Valie Export und erhielt im Anschluss ein DAAD-Stipendium und ein Merit-Stipendium für die School of The Art Institute of Chicago. Dort absolvierte sie ihren Master in Performance bei Lin Hixson. Seit 2006 unterrichtet sie als Gastprofessorin an mehreren europäischen Hochschulen, so etwa 2015–2016 an der Universität Hamburg. Sie hat an verschiedenen Gruppenausstellungen teilgenommen (re.act.feminism, Zentrum für zeitgenössische Kunst Estland Tallinn, Museo de Arte do Rio, MACBA Barcelona Museum für zeitgenössische Kunst etc.); 2012 zeigte der Neue Kunstverein Gießen ihre Arbeiten in einer Einzelausstellung.
Von 2006 bis 2008 war Antonia Baehr Associate Artist an den Laboratoires d’Aubervilliers. Von März bis Mai 2013 präsentierte die Beursschouwburg, Brüssel, ein Programm mit Performances, Filmen und der Ausstellung Make-up: bei Antonia Baehr und Werner Hirsch. Gezeigt wurden Werke von Künstlerinnen und Künstlern, die über viele Jahre in verschiedenen Rollen mit Hirsch und Baehr zusammengearbeitet haben, sowie zahlreiche Werke von Hirsch und Baehr. 2008 erschien ihr Buch Rire / Laugh / Lachen und 2014 erschien Abecedarium Bestiarium – Portraits of affinities in animal metaphors.

## Werk
Ihre Arbeiten beschäftigen sich unter anderem mit der Fiktion des Alltags und des Theaters. Sie arbeitet mit verschiedenen Partnern zusammen, häufig in Form von Rollenwechseln: Von Projekt zu Projekt übernimmt jeder Künstler abwechselnd die Rolle eines Gasts oder Gastgebers. Eines ihrer Alter Ego ist der Pferdeflüsterer und Tänzer Werner Hirsch, der als eigenständige Persona auftritt, aber auch zusammen mit Antonia Baehr, etwa in Make up. At Antonia Baehr’s and Werner Hirsch’s table (2013). Weitere Personas sind Henri Fleur (ein französischer Grundbesitzer), der Filmemacher Reiner Werner, die Drag Queen Frau Böse und Ida Wildes Ehemann Henry Wilde.
Langjährige künstlerische Kooperationsprojekte bestehen unter anderem mit William Wheeler, Valérie Castan, Sabine Ercklentz und Lindy Annis sowie in jüngerer Zeit mit Neo Hülcker und Latifa Laâbissi.

## Werke

### Bühne (Auswahl)
- 2001 Holding Hands
- 2003 Un après-midi[12]
- 2004 Cat Calendar mit Antonija Livingstone
- 2005 Larry Peacock, Koproduktion mit Andrea Neumann und Sabine Ercklentz
- 2006 Merci
- 2008 Rire / Laugh / Lachen
- 2009 Über die Schulter
- 2010 Für Gesichter
- 2012 Mein Hund ist mein Klavier[13]
- 2013 Abecedarium Bestiarium[9]
- 2014 The Wildes, Koproduktion von Keren Ida Nathan (Ida Wilde) und Henry Wilde (Antonia Baehr);
- 2015 Misses and Mysteries mit Valérie Castan
- 2016 Normal Dance
- 2016 Röhrentier[14]
- 2018 Exit[15]
- 2018 Consul and Meshie, mit Latifa Laâbissi in einer visuellen Installation von Nadia Lauro

### Hörfunk
- 2015 Abecedarium Bestiarium. Affinitäten in Tiermetaphern, in Kooperation mit Sabine Ercklentz, Feature für WDR 3
- 2015 Misses und Mysterien, Hörspiel für WDR 3

### Publikationen
- Rire Laugh Lachen. Les éditions L' Oeil d'Or, Paris 2008, ISBN 978-2913661288.
- Abecedarium Bestiarium. Antonia Baehr & Friends. far° Festival des Arts Nyon 2013, ISBN 978-2-9700886-1-5.

## Weiterführende Literatur
- Verena Eitel: The Empress of Sound – 5 Soli für/von Alvin Lucier. In: perfomap.de, April 2012.